# Pianoconcert nr. 4 (Williamson)
Malcolm Williamson schreef aan zijn Pianoconcert nr. 4 in D majeur gedurende 1993 en 1994. 
Williamsons Pianoconcert nr. 3 stamde uit 1962, dus het duurde vrij lang voordat er weer een nieuw pianoconcert volgde. De toonsoort D majeur zou verwijzen naar Dolly Wingate (mevrouw Williamson) die in de jaren tachtig overleed. Het componeren ging hem toen moeilijk af. Hij schreef het werk voor haar zuster, de pianiste Marguerite Wolff. Zij zou het nooit spelen (ze overleed in 2011). De opname die pianist Piers Lane in 2014 uitgaf betreft waarschijnlijk de eerste opname als wel uitvoering van het werk.
Het concert bestaat uit drie delen:
- Allegro
- Andante piacevole
- Allegro vivo con fuoco

Het eerste deel is percussief van klank en zit boordevol dissonantie. Het nerveuze deel gaat vooraf aan het rustige en lyrische deel. Deel 3 is net zo nerveus als deel 1. 